# Spurio Postumio Albino (console 110 a.C.)
Spurio Postumio Albino (in latino Spurius Postumius Albinus; fl. II secolo a.C.) è stato un politico e militare romano.

## Biografia
Discendente da una famiglia che diede ben 32 consoli, ricoprì il consolato nel 110 a.C. con Marco Minucio Rufo.
Plutarco cita l'ipotesi secondo la quale Tiberio Gracco, coetaneo di Postumio e suo rivale nell'eloquenza giudiziaria, avrebbe intrapreso la propria carriera politica anche a causa di questa rivalità.
Fu inviato su decreto del Senato a combattere Giugurta re di Numidia, nell'odierna Africa Settentrionale. Nonostante i poderosi preparativi fatti, lasciò ristagnare la situazione fino a che il fratello Aulo Postumio Albino non tentò di intrappolare Giugurta a Suthul. Quando questo tentativo si concluse con la cattura di Aulo Albino e della sua armata, Spurio Albino fu condannato, in seguito al procedimento (quaestio) della lex Mamilia de coniuratione Iugurthina del tribuno della plebe Gaio Mamilio Limetano.
Tornato a Roma, venne screditato dai suoi avversari e dovette difendersi da un processo per corruzione. Assolto, il suo nome tuttavia divenne il simbolo del pressappochismo e della faciloneria di taluni generali romani.